# Bessenyei Anna
Nagybesnyői Bessenyei Anna (Tiszabercel, 1765 körül – Feketetót, 1859) költő.

## Élete
Bessenyei László és Dombrády Anna leánya és Bessenyei György költő unokahúga; szenvedélyesen szerette az irodalmat és sok verset írt, ezért kortársai előtt verselő névvel volt ismeretes. 1804 után bátyjához, Györgyhöz (aki nagy befolyással volt rá) költözött (az azóta Bakonszeghez csatolt) Pusztakovácsiba, és haláláig hűségesen ápolta őt.

## Munkái
- Bessenyei Anna versei (Gáva, 1815, Sárospatak)
- Bessenyei Anna versei; utószó Kovács Sándor Iván et al.; hasonmás kiad.; ME, Miskolc, 1995 (A Miskolci Egyetem Textológiai Műhelyének füzetei)
- Mesterkedők. Antológia; Bessenyei Anna et al. műveiből, Arany János et al. versei, tanulmányai, szerk., bev., utószó Kovács Sándor Iván, magyarázatok Kerner Anna, sajtó alá rend. Csillag István; Korona, Bp., 1999